# Корсьє (Женева)
Корсьє (фр. Corsier) — громада  в Швейцарії в кантоні Женева.

## Географія
Громада розташована на відстані близько 125 км на південний захід від Берна, 8 км на північний схід від Женеви.
Корсьє має площу 2,7 км², з яких на 33,6% дозволяється будівництво (житлове та будівництво доріг), 61,1% використовуються в сільськогосподарських цілях, 3,9% зайнято лісами, 1,4% не є продуктивними (річки, льодовики або гори).

## Демографія
2019 року в громаді мешкало 2186 осіб (+20,7% порівняно з 2010 роком), іноземців було 28,4%. Густота населення становила 798 осіб/км².
За віковим діапазоном населення розподілялося таким чином: 23,2% — особи молодші 20 років, 58,7% — особи у віці 20—64 років, 18,1% — особи у віці 65 років та старші. Було 769 помешкань (у середньому 2,8 особи в помешканні).
Із загальної кількості 329 працюючих 51 був зайнятий в первинному секторі, 32 — в обробній промисловості, 246 — в галузі послуг.